# Chrysops aeneus
Chrysops aeneus är en tvåvingeart som beskrevs av Pechuman 1943. Chrysops aeneus ingår i släktet Chrysops och familjen bromsar. Inga underarter finns listade i Catalogue of Life.